# Protichneumon pieli
Protichneumon pieli là một loài tò vò trong họ Ichneumonidae.